# Jincheng Dax 50
Jincheng Dax 50 – motorynka oferowana w 2003 roku przez chińską firmę JinCheng Corporation, jest to replika Hondy ST 70 DAX. W 2004 roku została zastąpiona przez model JC 50 Q-5.

## Dane techniczne
| Marka i model           | Jincheng Dax 50   |
| ----------------------- | ----------------- |
| Okres produkcji         | 2003              |
| Pojemność skokowa       | 49 cm3            |
| Ilość cylindrów         | 1                 |
| Ilość suwów             | 4                 |
| Skrzynia biegów         | 3-stopniowa       |
| Przedni / tylny hamulec | Bębnowy / bębnowy |
| Rodzaj chłodzenia       | Powietrzem        |
| Przeniesienie napędu    | Łańcuch           |
| Wymiary                 |                   |
| Masa pojazdu            | 74 kg             |
| Wysokość siedzenia      | 720 mm            |
| Pojemność baku          | 2,4 l             |